# Бока-Ратон
Бо́ка-Рато́н (англ. Boca Raton) — небольшой город на юго-восточном побережье штата Флориды. Популярный курорт восточного побережья Флориды.

## Общие сведения
Расположен между городами Форт-Лодердейл и Уэст-Палм-Бич. Общая площадь составляет 75,4 км2. Население Бока-Ратона составляет более 97 422 человек согласно переписи 2022 года.
В переводе с испанского означает «Мышиный рот».
В Бока-Ратоне находятся два университета: Флоридский Атлантический университет (англ. Florida Atlantic University) и Университет Линна (англ. Lynn University) (Юджин Линн был богатым меценатом, спонсором, который и основал этот частный университет).
Бока-Ратон стал известным курортом в 1925 году, когда архитектор Эддисон Майзнер открыл здесь фешенебельный отель Boca Raton Resort & Club, гольф-поля, парки и спроектировал элегантные здания в средиземноморском стиле, которые до настоящего времени украшают город.
В память об Эддисоне Майзнере жители назвали его именем улицы, рестораны, городской парк, а в центре города поставили памятник Майзнеру.
В Бока-Ратоне проходят различные культурные мероприятия, одним из которых является ежегодный фестиваль искусств.
Также в Бока-Ратоне находился один из центров IBM с исследовательскими лабораториями где проектировали «IBM PC», первый массовый персональный компьютер.

## Ближайшие аэропорты и ж/д станции
- аэропорт Бока-Ратон, расположен рядом с университетом Florida Atlantic
- международный аэропорт в Палм-Бич — 45 км
- аэропорт Форт-Лодердейл (Fort Lauderdale) — 45 км
- международный аэропорт Майами — 70 км.
- Непосредственно в городе есть станция железной дороги Tri-Rail[1], соединяющей 18 городов южного побережья Флориды.